# صبرينا وزاني
صبرينا وازاني (بالفرنسية: Sabrina Ouazani)‏ هي ممثلة فرنسية، ولدت يوم 6 ديسمبر 1988 في سان دوني.  

## الطفولة
ولدت صبرينا في عائلة جزائرية الأصل، كانت تقيم تحديدا في سيدي بلعباس. لكنها _العائلة_ استقرت في فرنسا منذ سنة 1984 أي قبل ولادة صبرنيا ب 4 سنوات.
صبرينا هي الإبنة الثانية ضمن أشقائها، حيث يكبرها أخ يدعى دجمال ازداد سنة 1986، في حين تصغرها سارة والمزدادة سنة 1995. 
ذخلت صبرينا عالم التمثيل لأول مرة عندما سجلتها والدتها في كاستينج فيلم ألعاب الحب والحظ (بالفرنسية: L'ésquive)‏، وسرعان ما تم مناداتها من طرف مخرج الفيلم عبد اللطيف كشيش من أجل تشخيص دورها فيه، حيث صُور هذا الفيلم في أحد شوارع سان دوني بعيدا بمئات الأمتار فقط عن مقر إقامتها. وفي أول دور لها حصلت على جائزة سيزار لأفضل تشخيص نسائي سنة 2005. 
حاصلة على شهادة باكلوريا في العلوم الاقتصادية والاجتماعية وكذلك إجازة في التاريخ، لكنها لم تكمل حلمها في الولوج لمدرسة صحافة لأنها وجدت نفسها في السينما. منذ سنة 2012 وهي تمارس فنون السيرك.

## حياتها العاطفية

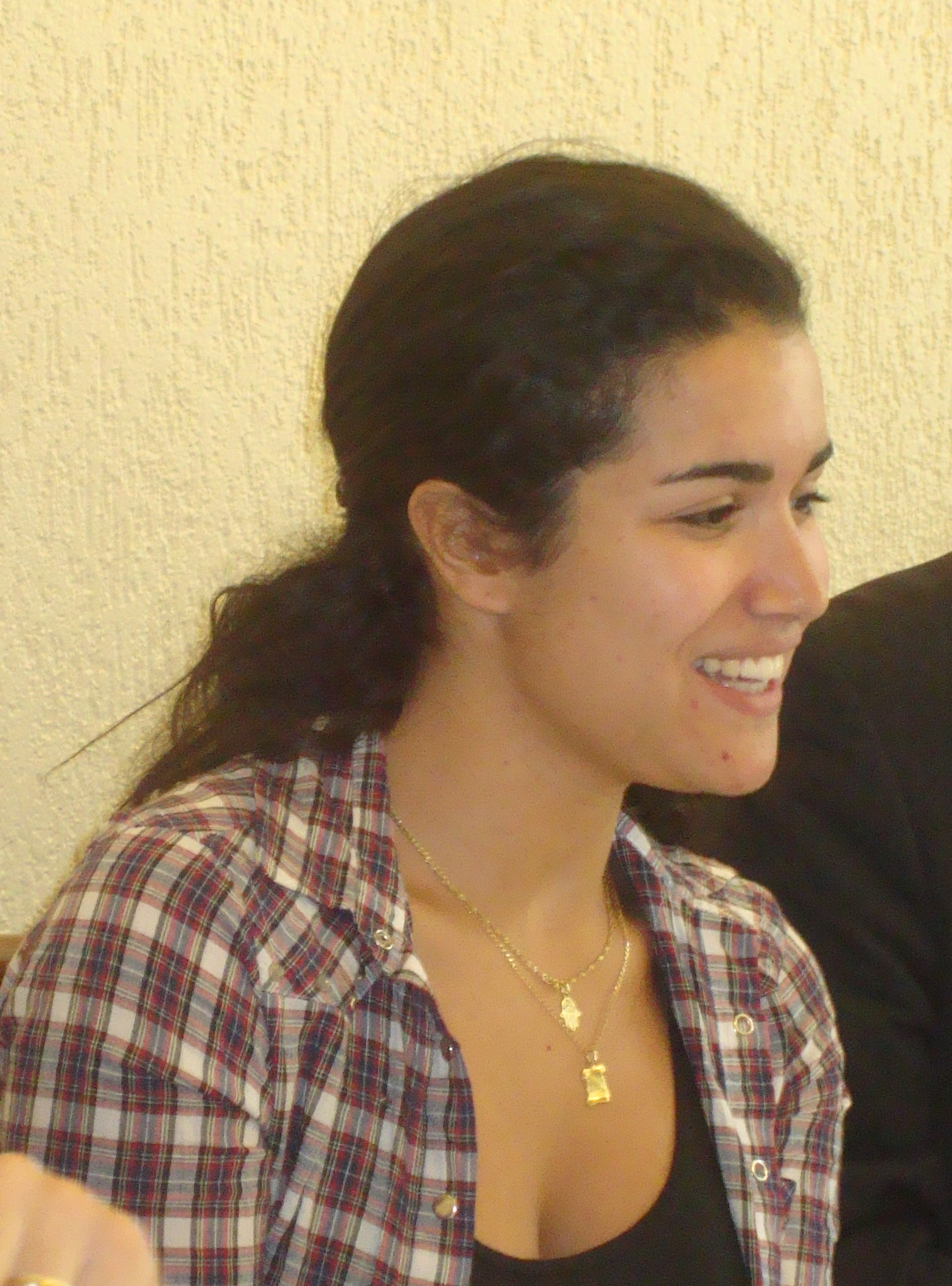
صبرينا في ماي 2010

في سن العشرين، خطبها الممثل الفرنسي ياسمين بلماضي (بالفرنسية: Yassmine belmadi)‏ لكن علاقتهما لم تدم طويلا بعد وفاة هذا الأخير في حادثة سير مؤلمة يوم 18 يوليو 2009، لكنها علقت قائلة بعد هذه الحادثة: 
.
بعد مدة، أنشأت رفقة عائلته جمعية ياسمين بلماضي - أطفال الجنة والتي تعنى بالأطفال ذوي المواهب.

## الانتقادات

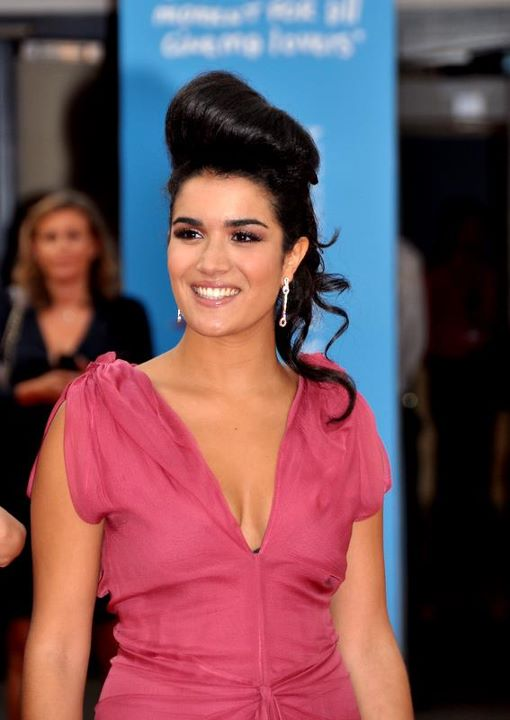
صبرينا وزاني في مهرجان السينما الأمريكي سنة 2011

صعدت صبرينا سريعا في سلم السينما، بفضل أدوارها خاصة بعد مشاركتها مع السينمائي الإيراني أصغر فرهادي في فيلم الماضي الذي نال عدة جوائز في مهرجان كان وحصل على 95% في موقع الطماطم الفاسدة بناء على 21 مراجعة. وقد عبرت صبرينا عن سعادتها بالعمل في هذا الفيلم قائلة 

## المسيرة الفنية
- سنة 2014، مثلت في 3 أفلام: دور ثانوي في فيلم مغمور، ثم جسدت شخصية شابة فرانكو-جزائرية في فيلم الوهراني الذي ألفه وأنتجه الفنان إلياس سالم، ثم جسدت الشخصية النسائية في أول فيلم من إنتاج مغني الراب عبد المالك.
- في سنة 2015 مثلث في فيلم حركة مع الممثل الفرنسي ذي الأصول الإسبانية والمولود في المغرب جان رينو
- في سنة 2016 شاركت في الفيلم الكوميدي باتايا (بالفرنسية: Pattaya)‏، كما شاركت في فيلم آخر رفقة المخرج كريستوفر باراتير. [9]

## أعمالها

### سينما
| الفيلم           | سنة الإنتاج | المخرج               | الشخصية |
| ---------------- | ----------- | -------------------- | ------- |
| ألعاب الحب والحظ | 2004        | عبد اللطيف كشيش      | فريدة   |
| أنتظر أحدا       | 2006        | جيروم بونيل          | فريدة   |
| باريس            | 2007        | سيدريك كلابيتش       | خديجة   |
| كسكي بالبوري     | 2010        | عبد اللطيف كشيش      | أولفا   |
| آلهة ورجال       | 2010        | كزافيير بوڤوا        | ربيعة   |
| كل شيء يلمع      | 2010        | جيرالدين نقاش        | ساندرا  |
| عين النساء       | 2011        | رادو ميهاليانو       | رشيدة   |
| إن شاء الله      | 2012        | أناييي باربو لافاليد | راند    |
| الماضي           | 2013        | أصغر فرهادي          | نعيمة   |
| الوهراني         | 2014        | إلياس سالم           | نوال    |
| باتايا           | 2016        | فرانك جاستامبيد      | ليليا   |
| taxi 5 تاكسي 5   | 2018        | فرانك جاستامبيد      | ساميا   |

## روابط خارجية
- صبرينا وزاني على موقع IMDb (الإنجليزية)
- صبرينا وزاني على موقع قاعدة بيانات الأفلام العربية
- صبرينا وزاني على موقع ألو سيني (الفرنسية)
- صبرينا وزاني على موقع ميوزك برينز (الإنجليزية)
- صبرينا وزاني على موقع أول موفي (الإنجليزية)
- صبرينا وزاني على موقع قاعدة بيانات الأفلام السويدية (السويدية)
- صبرينا وزاني على موقع ديسكوغز (الإنجليزية)
- صبرينا وزاني على موقع قاعدة بيانات الفيلم (الإنجليزية)
- صبرينا وزاني على موقع كينوبويسك (الروسية)